# Старошешминское сельское поселение
Старошешминское се́льское поселе́ние (тат. Иске Чишмә авыл җирлеге, İske Çişmä awıl cirlege) — муниципальное образование в Нижнекамском районе Татарстана Российской Федерации.
Административный центр — село Старошешминск.

## История
Статус и границы сельского поселения установлены Законом Республики Татарстан от 31 января 2005 года № 31-ЗРТ «Об установлении границ территорий и статусе муниципального образования "Нижнекамский муниципальный район" и муниципальных образований в его составе».

## Население
| 2010  | 2011  | 2012  | 2013  | 2014  | 2015  | 2016  |
| ----- | ----- | ----- | ----- | ----- | ----- | ----- |
| 1385  | ↘1384 | ↗1385 | ↘1383 | ↗1399 | ↘1386 | ↗1393 |
| 2017  | 2018  |       |       |       |       |       |
| ↘1384 | ↘1360 |       |       |       |       |       |

## Состав сельского поселения
| № | Населённый пункт | Тип населённого пункта       | Население |
| - | ---------------- | ---------------------------- | --------- |
| 1 | Ачи              | село                         |           |
| 2 | Старошешминск    | село, административный центр |           |